# Єкулса-а-Ф'єтлум
Єкулса-а-Ф'єтлум (ісл. Jökulsá á Fjöllum) — друга за довжиною річка Ісландії (206 км). Вона бере виток з льодовика Ватнайокутль та впадає в Гренландське море. На річці розташовані водоспади Селфосс, Деттіфосс та Хафрагілфосс, другий з яких є найпотужнішим водоспадом Європи. Єкулса-а-Ф'єтлум тече через каньйон в національному парку Єкулсаурґлювур, який був утворений виверженням вулкану, розташованого безпосередньо під річкою. Виверження, яке відбулося бл. 8 000 років тому, спричинило вибуж гір довкола та наступну зміну русла річки. Ущелина Аусбірґі сформована річкою в формі підкови.
Найвідоміші єкуллойпи (ісл. Jökulhlaup) (льодовикові потопи) в Ісландії відбувались вздовж течії Єкулса-а-Ф'єтлум між 7 100 та 2 000 років тому. Найімовірнішою причиною цих потопів є виверження вулкану Бардарбунґа у пізньому голоцені. Піковий потік води того потопу оцінюється в 900 000 м³/с (для порівняння Амазонкою має середній стік 209 000 м³/с).
Річка розташована на північному сході Ісландії та формує східну межу великого лавового поля Одадахраун (ісл. Ódáðahraun). Її басейн є найбільшим в Ісландії — 7 380 км².
Станом на 07 вересня 2014 року лава з виверження вулкану Бардарбунґа дісталась до берега річки.